# Hữu Sản, Sơn Động
Hữu Sản là một xã thuộc huyện Sơn Động, tỉnh Bắc Giang, Việt Nam.
Xã Hữu Sản có diện tích 36,68 km², dân số năm 2014 là 2.230 người, mật độ dân số đạt 60 người/km². Xã có 6 dân tộc cùng sinh sống gồm: Kinh, Tày, Nùng, Dao, Sán chay, Hoa, đông nhất là dân tộc tày chiếm trên 88,7% dân số. là một trong những xã có điều kiện kinh tế xã hội đặc biệt khó khăn của Huyện Sơn Động. Đến nay nhờ phát triển mạnh kinh tế đồi rừng, đặc biệt là trồng rừng kinh tế nhiều hộ gia đình đã thoát nghèo, diện mạo nông thôn có nhiều thay đổi tích cực.